# Претория
Претория (на африкаанс: Pretoria; на английски: Pretoria) е столица на Република Южна Африка. Намира се в провинция Гаутенг.
Градът е главната от 3-те столици в страната – той е седалище на правителството, докато парламентът е в Кейптаун, а Върховният съд – в Блумфонтейн.

## История
Претория е основана през 1855 г. от западноевропейски преселници. Наречена е от тогавашния президент Мартинус Преториус на Бурската Южноафриканска република на името на неговия баща Андриес Преториус. Градът е застроен по склоновете на няколко хълма.

## Градът днес
Центърът на града е разположен около Църковния площад. Главна пътна артерия е булевард „Паул Крюгер“, който пресича града от централната железопътна гара до зоологическата градина, която е сред най-интересните и разнообразни в света. В центъра на града са сградите на правителството, министерства, Монетният двор и Теологическият музей. Има университет с няколко факултета, както и няколко публични библиотеки. В североизточната част на града се намира кварталът Мамелоди, населен изцяло от чернокожи. Той е дом и на футболния отбор „Мамелоди Съндаунс“, чиито главен треньор е бил Христо Стоичков.

## Население
Населението на града е 741 651 души (по данни от преброяването от 2011 г.). От тях 389 022 (52,5%) са бели, следват 42% чернокожи.

## Климат
Климатът в Претория е влажен субтропичен, с дълго горещо и дъждовно лято и къса, прохладна и суха зима. Средната годишна температура е 18,7 °C, която е относително висока за надморската височина, на която се намира градът (1350 m). Това се дължи на долинното разположение на Претория. Намиращата се в близост планина спира хладните южни и югоизточни въздушни течения през по-голямата част от годината. Средното количество на валежите е най-високо през лятото, а през зимата може да се наблюдава засушаване. Най-високата измерена температура е 42 °C, измерена на 25 януари 2013 г.

## Транспорт
Претория има много добре изградена пътна мрежа. Към града водят 3 основни автомагистрали. Има 5 железопътни гари. В покрайнините е изградено летище „Ян Смутс“.

## Икономика
Въпреки че основните промишлени центрове в републиката са градовете Кейптаун, Йоханесбург и Дърбан, в Претория се намира основният производител на чугун, стомана и прокат в страната. Има няколко завода за производство на резервни части за леки и товарни автомобили.
В близост са и мините за добив на диаманти на компанията „Премиер“. Тук през 1905 г. е намерен най-големият открит диамант „Кулинан“, с размер на мъжки юмрук и с около 3000 карата. Тогавашната управа подарява диаманта на краля на Великобритания Едуард VII. В продължение на 2 години най-добрите майстори-шлифовчици на Амстердам работят по диаманта и в резултат се получават 8 големи и 105 по-малки диаманта, които се вграждат в скиптъра на монарха.

## Тсване
Неправилно е гр. Претория да се нарича Тсване. Понякога се твърди, че Претория е била преименувана на Тсване. Всъщност Тсване (на езика ндебеле означава „маймунка“ – така се е наричала реката, на бреговете на която през 19 век е живяло племето ндебеле) е названието на градския муниципалитет (metropolitan municipality), който е административна единица с ранг под провинция (в дадения случай това е провинцията Хаутенг).
В състава на муниципалитета Тсване влизат градовете Претория, Центурион (по-рано Фервурдбург), Сошангуве и ред по-малки области.

## Известни личности
Родени в Претория
- Тео де Рад (р. 1968), програмист
- Фредерик ван Зейл Слаберт (1940 – 2010), политик
- Макс Тейлър (1899 – 1972), вирусолог
- Илон Мъск (р. 1971), програмист, инженер

Свързани с Претория

## Побратимени градове
- Витлеем, Палестинска автономия
- Йоханесбург, РЮА
- Вашингтон, САЩ
- Тайпей, Република Китай
- Киев, Украйна
- Техеран, Иран
- Баку, Азербайджан
- Аман, Йордания
- Делфт, Нидерландия